# Kirkbean

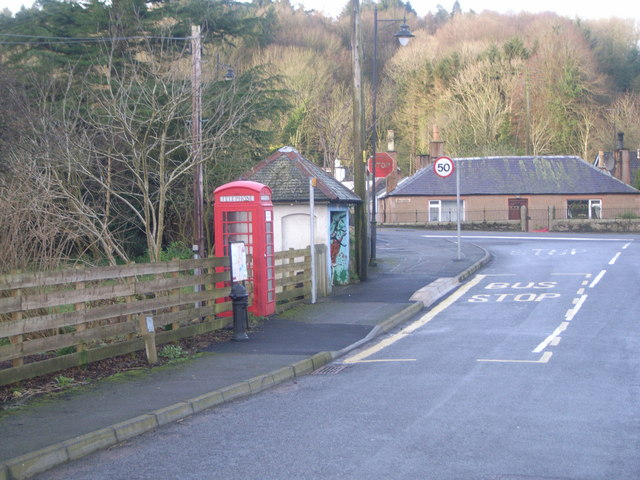
Cabine téléphonique à Kirkbean.

Kirkbean est un petit village and paroisse civile situé près de Solway Firth dans le Dumfries and Galloway, en Écosse.
Selon le recensement de 2001, la paroisse de Kirkbean - qui comprend quatre petits villages - compte un total de 643 habitants.
Afin d'aider à promouvoir le riche passé de la région, ainsi que celui de ceux qui en sont originaires, les habitants de la Paroisse ont fondé la Kirkbean Parish Heritage Society en 2009.
Parmi les personnalités de Kirkbean figure John Paul Jones, l'un des fondateurs de l'United States Navy, qui naît sur le domaine d'Arbigland situé non loin de Kirkbean le 6 juillet 1749. Un mémorial a été sculpté dans l'église du village par le sculpteur George Henry Paulin. Ce dernier représente l'USS Bonhomme Richard.
Kirkbean sera également le berceau d'un autre grand marin, John Campbell, qui naît dans le village en 1720 qui servira dans la Royal Navy et parviendra au grade de vice-amiral de l'escadre blanche, avant d'être nommé gouverneur de Terre-Neuve au Canada.
À la fin du XVIIIe et au début du XIXe siècle, la paroisse de Kirkbean sera le point de départ de milliers d’Écossais, à la recherche d'une vie meilleure, en partance pour les colonies d'Amérique et d'Australie. Les bagnards étaient également envoyés en Australie à partir du village. 